# Élections locales britanniques de 1998 à Londres
Les élections locales britanniques de 1998 ont lieu le 7 mai 1998 en Angleterre. À Londres, 1 917 conseillers d'arrondissement sont à élire.

## Résultats

### Global
| Parti | Parti                 | Votes   | Votes | Votes | Conseils | Conseils | Sièges | Sièges |
| Parti | Parti                 | Voix    | %     | +/-   | Élus     | +/-      | Élus   | +/-    |
| ----- | --------------------- | ------- | ----- | ----- | -------- | -------- | ------ | ------ |
|       | Parti travailliste    | 708 380 | 40,7  | -0,9  | 18       | +1       | 1 050  | +6     |
|       | Parti conservateur    | 558 060 | 32,0  | +0,8  | 4        | =        | 538    | +19    |
|       | Libéraux-démocrates   | 362 913 | 20,8  | -1,2  | 2        | -1       | 301    | -22    |
|       | Parti vert            | 50 732  | 2,9   | +0,7  | 0        | =        | 2      | +2     |
|       | Autres                | 62 172  | 3,6   | +0,7  | 0        | =        | 26     | -5     |
|       | Conseil sans majorité |         |       |       | 8        | =        |        |        |
| Total | Total                 |         |       |       | 32       | 32       | 1 917  | 1 917  |

### Par arrondissement

Résultats à Londres.

| Conseil                | Majorité sortante | Majorité sortante | Majorité élue | Majorité élue |
| ---------------------- | ----------------- | ----------------- | ------------- | ------------- |
| Barking and Dagenham   |                   | Travailliste      |               | Travailliste  |
| Barnet                 |                   | Sans majorité     |               | Sans majorité |
| Bexley                 |                   | Sans majorité     |               | Conservateur  |
| Brent                  |                   | Sans majorité     |               | Travailliste  |
| Bromley                |                   | Conservateur      |               | Sans majorité |
| Camden                 |                   | Travailliste      |               | Travailliste  |
| Croydon                |                   | Travailliste      |               | Travailliste  |
| Ealing                 |                   | Travailliste      |               | Travailliste  |
| Enfield                |                   | Travailliste      |               | Travailliste  |
| Greenwich              |                   | Travailliste      |               | Travailliste  |
| Hackney                |                   | Travailliste      |               | Sans majorité |
| Hammersmith and Fulham |                   | Travailliste      |               | Travailliste  |
| Haringey               |                   | Travailliste      |               | Travailliste  |
| Harrow                 |                   | Sans majorité     |               | Travailliste  |
| Havering               |                   | Sans majorité     |               | Sans majorité |
| Hillingdon             |                   | Travailliste      |               | Sans majorité |
| Hounslow               |                   | Travailliste      |               | Travailliste  |
| Islington              |                   | Travailliste      |               | Sans majorité |
| Kensington and Chelsea |                   | Conservateur      |               | Conservateur  |
| Kingston upon Thames   |                   | LibDem            |               | Sans majorité |
| Lambeth                |                   | Sans majorité     |               | Travailliste  |
| Lewisham               |                   | Travailliste      |               | Travailliste  |
| Merton                 |                   | Travailliste      |               | Travailliste  |
| Newham                 |                   | Travailliste      |               | Travailliste  |
| Redbridge              |                   | Sans majorité     |               | Sans majorité |
| Richmond upon Thames   |                   | LibDem            |               | LibDem        |
| Southwark              |                   | Travailliste      |               | Travailliste  |
| Sutton                 |                   | LibDem            |               | LibDem        |
| Tower Hamlets          |                   | Travailliste      |               | Travailliste  |
| Waltham Forest         |                   | Sans majorité     |               | Travailliste  |
| Wandsworth             |                   | Conservateur      |               | Conservateur  |
| Westminster            |                   | Conservateur      |               | Conservateur  |